# Acetobacter
Acetobacter is een van de vijf geslachten van azijnzuurbacteriën. Genetisch onderzoek plaatst deze bacteriën bij de Proteobacteria en zij behoren tot de orde van de Rhodospirillales.

## Soorten
- Acetobacter aceti (door Louis Pasteur voor het eerst ontdekt in 1864)
- Acetobacter cerevisiae
- Acetobacter cibinongensis
- Acetobacter diazotrophicus
- Acetobacter estunensis
- Acetobacter europaeus
- Acetobacter fabarum
- Acetobacter farinalis
- Acetobacter ghanensis
- Acetobacter hansenii (genoemd naar de Deense microbioloog Emil Christian Hansen, bekend om zijn studies over azijnzuurbacteriën)
- Acetobacter indonesiensis
- Acetobacter intermedius
- Acetobacter lambici (geïsoleerd in 2014 uit fermenterend lambiekbier)[1]
- Acetobacter liquefaciens
- Acetobacter lovaniensis
- Acetobacter malorum
- Acetobacter methanolicus
- Acetobacter nitrogenifigens
- Acetobacter oboediens
- Acetobacter oeni
- Acetobacter okinawensis
- Acetobacter orientalis
- Acetobacter orleanensis
- Acetobacter papayae
- Acetobacter pasteurianus
- Acetobacter peroxydans
- Acetobacter persici
- Acetobacter pomorum
- Acetobacter senegalensis
- Acetobacter sicerae
- Acetobacter syzygii
- Acetobacter tropicalis
- Acetobacter xylinus